# Бенцель-Штернау, Кристиан Эрнст фон
Граф Карл Кристиан Эрнст фон Бенцель-Штернау (нем. Karl Christian Ernst von Bentzel-Sternau; 9 апреля 1767, Майнц, Майнцское курфюршество — 13 августа 1849, Мариахалден, Швейцария) — немецкий государственный деятель, издатель и писатель

.

## Биография
В 1803 году был государственным советником канцлера в Регенсбург, с 1804 года — тайный советник.
В 1806 г. поступил на службу директором министерства внутренних дел Великого герцогства Баден. В 1810 году — оберхофгерихтспрезидент в Мангейме. Отвечал, в частности, за эмансипацию евреев.
В 1812 году великий герцог франкфуртский Дальберг назначил его своим министром финансов.
В 1827 г. вместе со своим братом Готфридом перешел в протестантство.
После упразднения Франкфуртского герцогства К. Бенцель-Штернау поселился в Швейцарии, в Мариахалдене, на Цюрихском озере, где и умер 1849 г.

## Творчество
Известен прежде всего как издатель журнала «Jason» и романист. Использовал псевдоним Гораций Коклес.

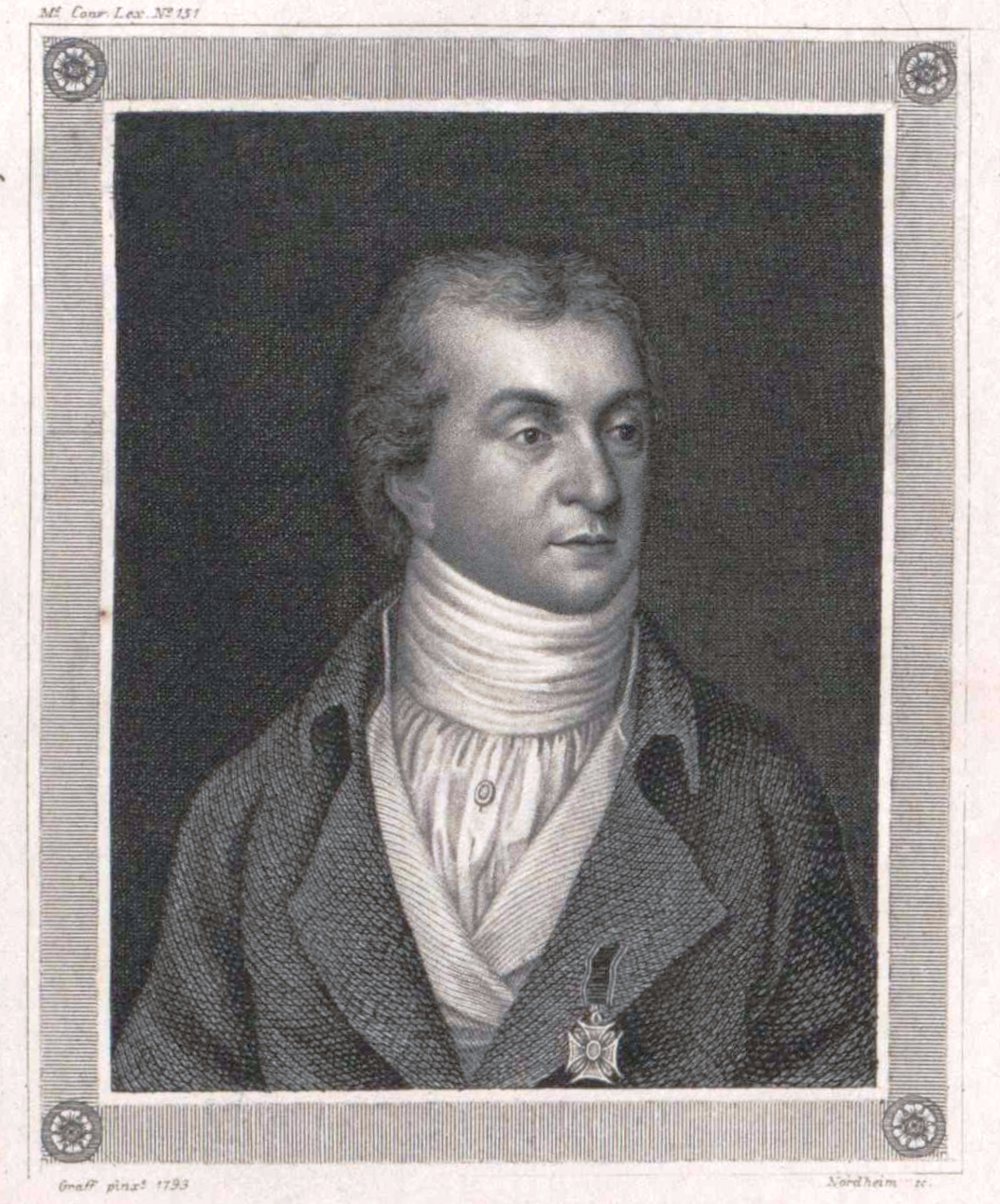
Портрет К. Бенцель-Штернау. 1793 г.

Уже его «Novellen für das Herz» (2 т., Гамбург, 1795—96; 2 изд. 1806) обратили на себя внимание публики. Но только после выхода в свет его сочинения «Das goldene Kalb, eine Biographie» (4 т., Гота, 1802—1803; 2 изд., 1804) он приобрел репутацию превосходного юмористического писателя. Это произведение составляет начало романа-тетралогии, к которому относится ещё «Der steinerne Gast» (4 т., Гота, 1808) и «Der alte Adam» (4 т., Гота, 1819—20).
Из других его сочинений заслуживают упоминания «Lebensgeister aus dem Klarfeldschen Archive» (4 тома, Гота, 1804), «Gespräche im Labyrinth» (3 т., Гота, 1805—6), «Proteus» (Peгенсб., 1806) и проч.
Кроме того, К. Бенцель-Штернау написал несколько драматических сочинений. Во всех своих произведениях, и особенно в сатирических романах, К. Бенцель-Штернау является тонким наблюдателем света и людей, которого сравнивали с Жаном Полем.
Широкую известность получил благодаря своей Anti-Israel-Rede (Антиизраильская речь, 1818), сатире, которая сделала его ненавистным, особенно в националистических кругах. Его работы были символически сожжены вместе с другими книгами во время Вартбургского празднества.
Эго сатира — редкий источник для изучения отношений евреев и христиан в XIX веке. На сегодня[когда?] сохранилось только несколько экземпляров произведения.
Самая известная работа К. Бенцель-Штернау анонимно опубликованная в 1802—1804 гг. в четырёх томах труд «Das goldene Kalb. Eine Biographie» («Золотой телец. Биография»).
В этой сатирическом труде К. Бенцель-Штернау рассказывает об аргументах и требованиях литературной травли евреев, которая нашла благодатную почву после Венского конгресса.